# 切爾沃諾布拉霍達特內
47°0′17″N 34°2′11″E / 47.00472°N 34.03639°E
切爾沃諾布拉霍達特内（烏克蘭語：Червоноблагодатне）是位於烏克蘭南部的村莊，由赫爾松州卡霍夫卡區的霍爾諾斯塔伊夫卡市鎮負責管轄。該村始建於1922年，面積23平方公里，海拔高度73米，2001年人口400，人口密度每平方公里17.4人。